# Breg pri Kočevju
Breg pri Kočevju este o localitate din comuna Kočevje, Slovenia, cu o populație de 336 de locuitori.